# ديكر ماكس
ديكر ماكس مدفع ذاتي الحركة استخدمته ألمانيا النازية خلال الحرب العالمية الثانية. على الرغم من أنه تم تصميمه في الأصل على أنه Schartenbrecher ("bunker buster") للاستخدام ضد دفاعات خط ماجينو الفرنسية،  بعد هزيمة فرنسا، تم تقييمه للاستخدام كمدمرة دبابات على الجبهة الشرقية. 

## تطوير
كان من المفترض استخدامه ضد المخابئ في نطاقات يمكن بعدها لرد إطلاق النار. بدأت بتطوير كروب في عام 1939. مع غزو فرنسا الكامل، كان التصميم بدون هدف، لذلك اقترح استخدامه كمدمرة دبابات ثقيلة. تم طلب نموذجين أوليين، اكتملت في يناير 1941 وتم عرضه أمام هتلر في 31 مارس 1941. إذا نجحت تجارب القوات، فقد قدر أن إنتاج السلاسل يمكن أن يبدأ في أوائل عام 1942.

## التاريخ القتالي
تم تخصيص النموذجين الأوليين لPanzerjäger Abteilung («الكتيبة المضادة للدبابات») 521 أثناء غزو الاتحاد السوفييتي. اشتعلت النيران في أحدهما عن طريق الخطأ، وتم تدميره بالكامل بتفجير ذخيرته، لكن الآخر حارب بنجاح حتى نهاية عام 1941. أعيد بناءه من قبل كروب خلال النصف الأول من عام 1942 وعاد إلى 521 في الوقت المناسب للمشاركة في العملية الزرقاء، هجوم صيف عام 1942 في روسيا. لم يتم الإبلاغ عن عملها في التقارير التي قدمتها الكتيبة في نوفمبر - ديسمبر 1942.
علق تقرير بتاريخ 26 يوليو 1941: "هذه المركبة ذاتية الدفع (Sfl.) غير قابلة للمناورة بشكل كافٍ للعمل في Vorausabteilung (الوحدة الرئيسية). تجعل عملية العبور المحدودة من الضروري تدوير السيارة بأكملها لتوجيها نحو الأهداف. يستغرق ذلك وقتًا طويلاً عند القيام به بشكل متكرر، وخاصة على الطرق الوعرة بسبب المركبات الثقيلة وضعف المحرك. بالإضافة إلى ذلك، بسبب تصميم الدروع - بسمك 50 ملم فقط في الأمام وأقل في الخلف - تم تصميمها للاستخدام الأمامي. 

## روابط خارجية
- Achtung Panzer
- wwiivehicles.com
- صفحة باللغة التشيكية بها الكثير من الصور